# CKLF
CKLF (англ. Chemokine-like factor) – білок, який кодується однойменним геном, розташованим у людей на короткому плечі 16-ї хромосоми. Довжина поліпептидного ланцюга білка становить 152 амінокислоти, а молекулярна маса — 17 170 Да.
| 10         |  | 20         |  | 30         |  | 40         |  | 50         |
| ---------- |  | ---------- |  | ---------- |  | ---------- |  | ---------- |
| MDNVQPKIKH |  | RPFCFSVKGH |  | VKMLRLALTV |  | TSMTFFIIAQ |  | APEPYIVITG |
| FEVTVILFFI |  | LLYVLRLDRL |  | MKWLFWPLLD |  | IINSLVTTVF |  | MLIVSVLALI |
| PETTTLTVGG |  | GVFALVTAVC |  | CLADGALIYR |  | KLLFNPSGPY |  | QKKPVHEKKE |
| VL         |  |            |  |            |  |            |  |            |

A: Аланін

C: Цистеїн

D: Аспарагінова кислота

E: Глутамінова кислота

F: Фенілаланін

G: Гліцин

H: Гістидин

I: Ізолейцин

K: Лізин

L: Лейцин

M: Метіонін

N: Аспарагін

P: Пролін

Q: Глутамін

R: Аргінін

S: Серин

T: Треонін

V: Валін

W: Триптофан

Кодований геном білок за функцією належить до цитокінів. 
Задіяний у таких біологічних процесах, як хемотаксис та альтернативний сплайсинг. 
Локалізований у мембрані,
також секретований назовні.